# Illyrien

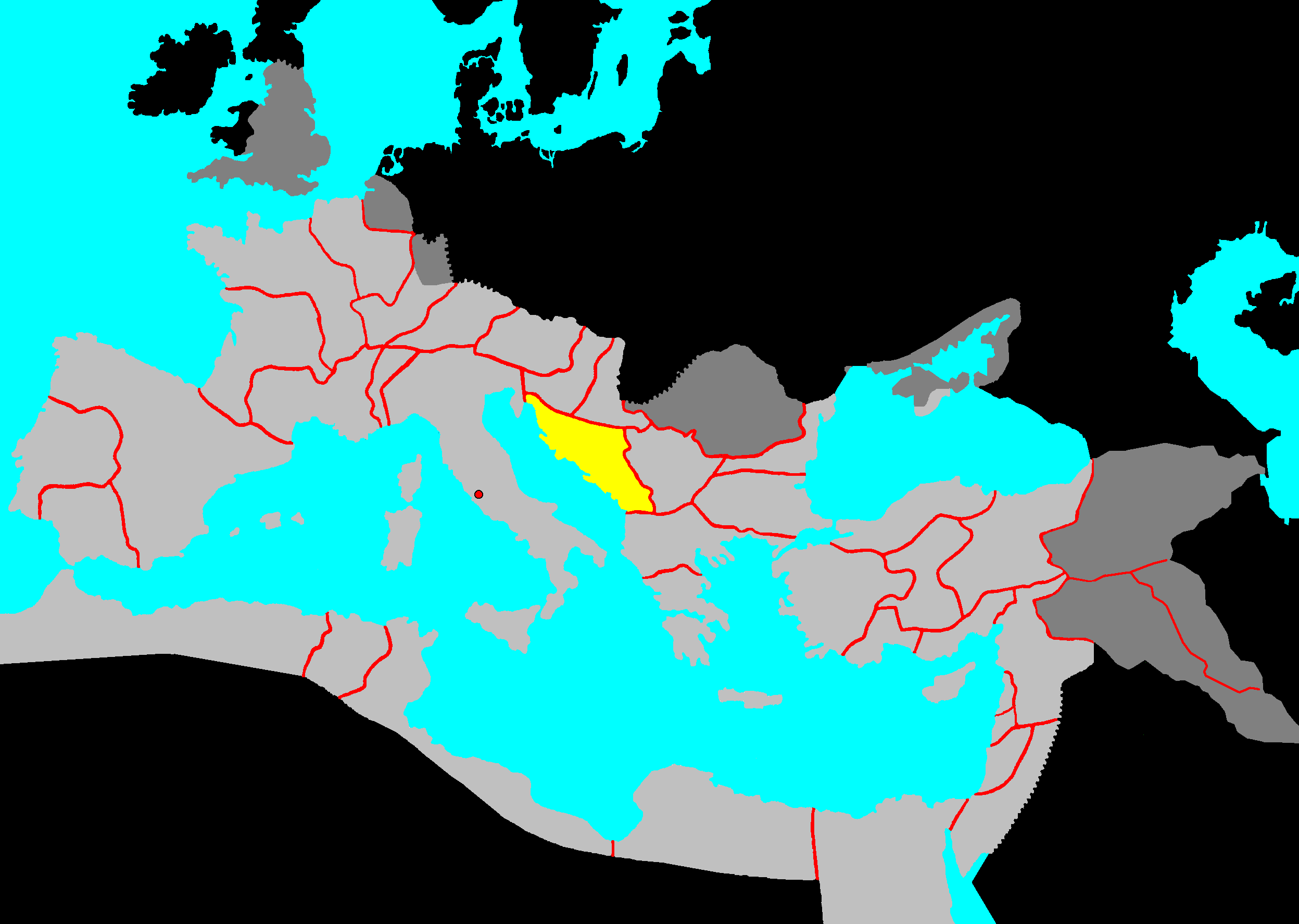
Illyrien inom romerska riket.

Illyrien (Illyria, Iliria) historisk region på västra Balkanhalvön, då befolkad av illyrer. Deras huvudstad var Scodra (nuvarande Shkodra i norra Albanien). Efter de båda illyriska krigen före vår tideräkning kom Illyrien att ingå i det romerska riket. Under medeltiden invaderades området av slaviska folk.
Enligt grekisk mytologi grundades första kungariket av kung Illyrius.
Under flera tusen år innan slaverna på 500-talet invandrade, var området öster om Adriatiska havet, alltsedan 4000 år f.Kr., hemvist för antikens illyrer. Den illyriska civilisationen är följaktligen en av Europas äldsta. De bebodde det som idag motsvarar större delen av Albanien samt det forna Jugoslavien (huvudsakligen Bosnien och Dalmatien). De talade ett indoeuropeiskt språk som troligen är nära besläktat med dagens albanska. Många namn på illyriska folkgrupper och platser har överlevt i skriftliga källor på både grekiska och latin. Vi kan inte vara säkra på att de själva kallade sig illyrer; i de flesta fall gjorde de förmodligen inte det. Vanligtvis har illyrerna främst definierats utifrån de grannfolk de skilde sig från, det vill säga kelter, daker, thraker och greker.
Trots att William Shakespeares pjäs Trettondagsafton utspelade sig i "en stad i Illyrien" tog det mer än två sekel innan namnet uppenbarade sig på Europakartan. På villkor från Schönbrunnfördraget skrivet den 14 oktober 1809 överlät Österrike en stor landmassa öster om Adriatiska havet tillsammans med övre Kärnten, Istriska halvön och Dalmatiska kusten till kejsardömet Frankrike under Napoleon I att styras under beteckningen Illyriska provinserna. Större delen av dessa kom efter Wienkongressen att bilda kungariket Illyrien, som varade till 1849; därefter har det inte funnits någon europeisk statsbildning med namnet Illyrien. En under äldre tid använd parallell beteckning för regionen är Dalmatien, även om en nyansskillnad finns då Dalmatien sökte oberoende ställning från Illyrien under tidpunkten.
Under 1830- och 1840-talen uppstod illyrismen, en sydslavisk rörelse, ledd av Ljudevit Gaj, med syfte att förena alla sydslaver.
Inte bara Shakespeare utan även Jean-Paul Sartre och Lloyd Alexander har använt namnet Illyrien på fantasiländer i skönlitterära verk.
Illyrien omnämns i Bibeln samt Iliaden.
Flera romerska kejsare härstammade från Illyrien.
Baserat på historiska källor och språkliga, antropologiska och arkeologiska studier finns teser att albanerna ska vara direkta ättlingar till illyrerna.

## Geografi
Illyrien har i geografisk-etnografisk mening under olika tider haft olika betydelse. Först betecknades därmed det av en mängd illyriska folk bebodda området mellan floderna Arsia (nu Raša i östra delen av halvön Istrien) i väster, Drinus (nu Drina), Boebiska bergen och den från Scardus i söder löpande bergåsen (Turjanska Planina och Grammos, mellan Albanien och Nordmakedonien) i öster, Pannonien i norr, Epirus i söder och Adriatiska havet i sydväst och väster. Det omfattade sålunda större delen av nuvarande Kroatien, Bosnien och Hercegovina, Montenegro och norra hälften av Albanien. Men man gav det stundom en ännu vidsträcktare omfattning, i det man dit räknade även Pannonien och Noricum i norr.

## Historia
Ett flertal illyriska stammar kan ha slagit sig ner på Apenninska halvön. Dessa stammar kallas i förekommande fall italo-illyrier. Nordliga illyriska stammar vid floden Sava assimilerades av där boende keltiska stammar. Under 400-talet började keltiska folkslag att slå sig ned i områdena mellan Drava- och Savafloden som sträckte sig från öst i Kroatien till väst om Serbien.
Uppgifter hos antika författare kan tyda på att stammarna Agrianes, Triballi och Paeoni var av trakiskt ursprung.
Se vidare även lista över illyriska stammar.

## Civilisationen Illyrien
Idag återstår väldigt få illyriska lämningar som vittnar om områdets tidiga civilisation, vilket ofta förklaras med de många krig och assimileringar förekommit i området, vilka fått till följd att den illyriska civilisationen har varit svår att bevara. En av få bevarade lämningar är fästning Arsa utanför Novi Pazar i Serbien. Serber kallar den för Ras och enligt deras historia så är det en "serbisk medeltida stad" där tillträdet är strikt förbjudet. Nya forskningar är gjorda där man avslöjat att det rör sig om området med tidiga Illyriska civilisationen där det finns tydliga historiska bevis. [förklaring behövs]

## Militärväsende
Uppgifter från 280 f.Kr. omtalar att den illyriske kungen Monun erbjöd kungariket Makedonien 20 000 man som försvar mot en keltisk invasion. Arkeologiska fynd tyder på att illyrierna använde ett flertal olika vapen: Svärd, yxa, kniv, pilbåge och spjut (sybina). Sica var en böjd kniv som användes av illyrierna enligt den romerske poeten Ennius. Sicarius var det latinska termen för en illyrisk avrättningsmetod med hjälp av kniv.
Stora delar av Illyrien var skogbevuxet och bergigt, något som möjliggjorde överraskningstaktik mot inkräktare. Försvararna ska ofta ha tagit till flykten. Thukydides skriver "Kriga eller fly var lika hedersamt för dem".
Skeppsbyggnadskonsten ska ha stått högt, med lätta och snabba galärer (jämför Liburnae och slaget vid Actium).